# Lavinia Edwards
Lavinia Edwards (¿?, 1790-Londres, 1833), también conocida como Eliza Edwards o Miss Walstein fue una actriz irlandesa. Principalmente actuaba en tragedias y, al poco tiempo de comenzar su carrera, se quedó sin hogar. Murió a los 24 años por una enfermedad pulmonar. Al diseccionar su cuerpo se determinó que había nacido varón.

## Biografía
Se sabe poco sobre la vida de Edwards, aparte del hecho de que vivió durante algún tiempo en Dublín y más tarde en Londres. Aunque durante un tiempo tuvo éxito como actriz (interpretando principalmente personajes trágicos), al final terminó quedándose sin hogar.
Vivía con una mujer llamada María que afirmaba ser la hermana de Edwards. Durante este período sin hogar, María dijo que Edwards recibió apoyo financiero "de diferentes caballeros". Entre ellos se encontraban Thomas Smith (que le ofreció protección), Thomas Grimstead (que apoyaba a Edwards hasta que recibió un ultimátum de su padre para que no hablara más con ella), y un tal "Frederick" (que fue su cliente mientras ejercía de trabajadora sexual). En ocasiones se había hecho pasar tanto por hombre como por mujer, aunque (según un relato periodístico) nunca se dudó de su condición de mujer mientras actuaba.

## Muerte
Edwards falleció de una enfermedad pulmonar cinco minutos después de decirle a María «María, me estoy muriendo, a Dios le ha placido llamarme».
En 1832, un año antes de que Edwards muriera, Reino Unido aprobó la Ley de Anatomía de 1832, formulada por Jeremy Bentham, que otorgaba a los médicos el derecho a estudiar cadáveres que no fueran reclamados. La ley fue aprobada tras una serie de robos de tumbas causados por la escasez de cadáveres. Como nadie reclamó el cuerpo de Edwards después de su muerte, su cadáver fue llevado para su disección, donde se determinó que era de sexo masculino. Esta información era desconocida hasta entonces: a pesar de exámenes médicos previos, sólo la autopsia había indicado su sexo al nacer.
Descrito como un «hombre perfecto» por un artículo periodístico de la época, Edwards no tenía vello facial, según un informe tenía una «apariencia afeminada» y cabello largo y femenino. Su médico dijo que tenía la voz «quebrada... como la de una mujer». El jurado forense quedó tan sorprendido por su cuerpo que se preguntó si habría sido sustituida por otra persona. La inspección de su cadáver mostró que su estómago estaba en perfectas condiciones, disipando cualquier rumor de que hubiera sido envenenada antes de morir. Sin embargo, su hígado mostraba importantes signos de deterioro debido al consumo excesivo de alcohol, y el mal estado de sus pulmones precipitó su muerte.
María afirmó que durante el periodo en el que vivieron juntas no sabía que a Edwards se le hubiera asignado el sexo masculino al nacer. Tras la muerte de Edwards se sospechó que María estuviera embarazada de su hijo. María insistió en que el padre de su hija era un hombre llamado George Treherne, pero en general se pensaba —a pesar de que María fuera una prostituta y, por lo tanto, hubiera bastantes personas que podrían haberla dejado embarazada— que la niña era de Edwards.
Alfred Swaine Taylor, el principal disector del cuerpo de Edwards, más tarde se convirtió en uno de los principales expertos en medicina y derecho y escribió extensamente sobre ella. Empezó a escribir sobre Edwards como un ejemplo de alguien con passing de género, aunque más adelante escribió que debido a que «la abertura de [su] ano era mucho más ancha y grande de lo natural» y que sus «órganos masculinos habían sido extraídos y asegurados», Edwards era adicta a la sodomía.
Cuando su caso se hizo conocido públicamente se establecieron similitudes entre Edwards y otras personas cuya expresión de género no coincidía con su sexo biológico. Por ejemplo, un periódico comparó el caso de Edwards con el de Charles Hamilton (también conocido como George) en 1833, que había asumido la identidad de un hombre y se había casado con catorce esposas. Hamilton fue azotado públicamente y encarcelado durante seis meses.